# Pericei
Pericei là một xã thuộc hạt Sălaj, România. Dân số thời điểm năm 2002 là 4007 người.